# Dick Turpin
Vous lisez un « bon article » labellisé en 2011.
Pour les articles homonymes, voir Turpin.
Cet article concerne un bandit de grand chemin britannique. Pour le boxeur britannique, voir Dick Turpin (boxe anglaise).
Dick Turpin, de son vrai nom Richard Turpin (né en 1705 à Hempstead (Angleterre) et mort par pendaison le 7 avril 1739 près d'York (Grande-Bretagne)), est un bandit de grand chemin britannique dont les exploits sont romancés après son exécution à York pour vol de chevaux.
Dick Turpin aurait pu suivre son père comme boucher, mais, au début des années 1730, il rejoint une bande de voleurs de cervidés, et devient plus tard braconnier, cambrioleur, voleur de chevaux, et même meurtrier. Au sein du folklore anglais, il est plus connu pour sa prétendue chevauchée de 320 km en une nuit, de Londres à York sur son cheval nommé Black Bess ; épisode rendu célèbre par le romancier victorien William Harrison Ainsworth (1805-1882) près d'un siècle après la mort de Dick Turpin.
L'engagement de Dick Turpin en tant que bandit de grand chemin suit l'arrestation des autres membres de sa bande en 1735. Il disparaît alors vers la fin de l'année, pour ressurgir en 1737 avec deux nouveaux complices, dont un qu'il aurait abattu par accident. Turpin s'enfuit alors et tue peu après un homme qui cherchait à le capturer ; il déménage plus tard dans l'année dans la région du Yorkshire sous le pseudonyme de John Palmer. Alors qu'il réside dans une auberge, les magistrats locaux deviennent soupçonneux et enquêtent sur l'origine de son train de vie.
Suspecté de vol de chevaux, il est emprisonné au château d'York, pour y être jugé aux assises suivantes. Son identité est révélée par une lettre à son beau-frère écrite en prison et qui tombe entre les mains des autorités. Le 22 mars 1739, Dick Turpin est reconnu coupable de deux vols de chevaux et condamné à mort : il est exécuté le 7 avril.
Après son exécution, Dick Turpin devient le sujet d'une légende. Représenté comme fringant et héroïque dans des ballades anglaises et dans le théâtre populaire des XVIIIe et XIXe siècles, ainsi qu'au cinéma et à la télévision au XXe siècle, Dick Turpin est une figure du folklore anglais moderne.

## Biographie

### Enfance

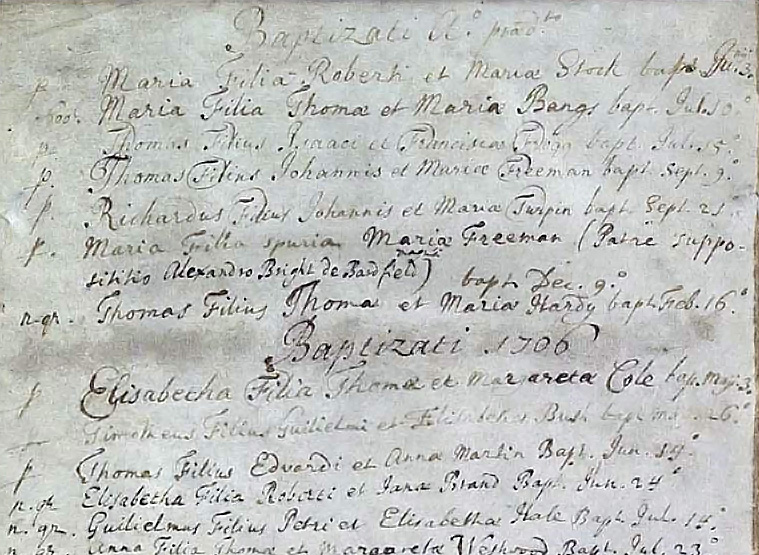
Extrait du registre des baptêmes du 21 septembre 1705.

Cinquième des six enfants de John Turpin et Mary Elizabeth Parmenter, Richard « Dick » Turpin est né à l'auberge du Blue Bell (plus tard appelée Rose and Crown), à Hempstead dans l'Essex. Il est baptisé le 21 septembre 1705, dans la paroisse où ses parents se sont mariés dix ans plus tôt.
Son père, qui est boucher, tient aussi une auberge. Plusieurs récits évoquent la possibilité que Dick Turpin ait suivi la voie de son père : adolescent, il aurait été apprenti boucher dans le village de Whitechapel, ou encore il aurait ouvert sa boucherie à Thaxted. Le rapport de son procès en 1739 montre son éducation rudimentaire. Bien que les archives de l'époque soient muettes sur la date, on sait qu'il épouse Elizabeth Millington vers 1725. Son apprentissage achevé, ils vont habiter à Buckhurst Hill (Essex). Turpin y ouvre une boucherie.

### La bande de l'Essex

#### Débuts de la bande
Selon toute vraisemblance, c'est au début des années 1730 que Turpin aurait rejoint la « Bande de l'Essex », alors spécialisée dans le vol de cervidés. Depuis longtemps pratiqué, le braconnage s'est durablement implanté au sein de la forêt royale de Waltman. Pour mettre un terme à ce type de problème, le Black Act (qui interdisait à quiconque se trouvant en forêt de masquer ou de noircir - blacken - son visage) est voté en 1723. Coupables de délits locaux, les braconniers jugés comparaissent toujours devant des juges de paix. Il faut attendre 1737 avant qu'une peine s'élevant à sept ans de déportation et de travaux forcés soit instaurée. Cependant, devenus particulièrement concernés par un braconnage en pleine expansion et soucieux de faire part de leurs inquiétudes, sept sylviculteurs signent en 1731 une déclaration écrite sous serment. Ce document est adressé à Thomas Pelham-Holles, premier duc de Newcastle. En réponse, ce dernier offre une récompense de 10 £ à quiconque permettrait d'identifier les voleurs, et le pardon à ceux qui donneraient leurs complices. En 1733, à la suite d'une série d'incidents, dont des menaces de meurtre sur un garde forestier et sa famille, le gouvernement porta la récompense à 50 £ (soit environ l'équivalent de 6 900 £ en 2010).
La Bande de l'Essex (aussi appelée la « Bande à Gregory »), au sein de laquelle on compte Samuel Gregory, ses frères Jeremiah et Jasper, Joseph Rose, Mary Brazier (la receleuse de la bande), John Jones, Thomas Rowden et le jeune John Wheeler, écoule ses prises de gibiers grâce à des intermédiaires. Il est fort probable que Turpin, jeune boucher qui exerce alors dans la région, soit impliqué dans leurs activités. En 1733, les revers essuyés par la bande auraient incité Turpin à abandonner sa profession pour devenir le patron d'une auberge, la Rose and Crown à Clay Hill. Bien que rien ne prouve son implication directe dans le brigandage, à l'été 1734 Turpin se révèle être un associé étroitement lié à la bande. On peut donc penser que Turpin est connu par les membres du groupe depuis déjà quelque temps.
Au mois d'octobre 1734, une bonne partie de la bande est derrière les barreaux ou a fui. Ceux qui restent abandonnent le braconnage pour aller cambrioler Peter Split, un marchand de Woodford. Bien que l'identité des auteurs soit inconnue, il est probable que Turpin a été impliqué. Ils frappent encore deux nuits plus tard dans la propriété de Richard Woolridge, un homme de bonne réputation qui fournit en armes légères le service d'artillerie installé dans la tour de Londres. À Chinford, au mois de décembre, Jasper et Samuel Gregory, John Jones ainsi que John Wheelher s'introduisent chez John Gladwin (un marchand ambulant) et John Shockley. Le 19 décembre, Turpin et cinq autres hommes cambriolent la maison d'Ambrose Skinner, un fermier de Barking âgé de 73 ans, emportant avec eux un magot estimé à 300 £.

#### Participations de Turpin
Deux jours plus tard la bande, sans Turpin, s'introduit chez William Mason, le garde forestier d'Epping Forest. Au cours du cambriolage, un domestique réussit à s'échapper. À peu près une heure s'est écoulée quand il revient accompagné de plusieurs voisins, le temps que la maison soit mise à sac et que les intrus s'en aillent. Le 11 janvier 1735, la bande s'en prend cette fois à M. Saunders, à Charlton. Pour dévaliser une semaine plus tard un gentilhomme nommé Sheldon à Croydon, Turpin arrive cette fois masqué et armé de deux pistolets, en compagnie de quatre autres membres de la bande. Au cours de ce même mois, deux hommes appartenant peut-être au même groupe cambriolent la maison du révérend Dyde. Ce dernier n'est pas présent mais les deux hommes tailladent le visage de son valet « avec barbarie ». Une attaque similaire est menée le 1er février 1735 à Loughton :

« Dimanche, tôt le matin vers sept heures, cinq scélérats munis de pistolets entrèrent dans la maison de la veuve Shelley à Loughton, dans l'Essex. La vieille dame fut menacée de mort si jamais elle refusait de leur dire où son argent était caché, ce qu'elle refusa opiniâtrement de faire au début. Ils menacèrent de l'exécuter si elle ne leur répondait pas sur-le-champ, chose qu'elle n'aurait pas faite. Mais son fils, se trouvant dans la pièce et aussi menacé de mort, s'écria qu'on ne tue pas sa mère. Ils l'écoutèrent, sur quoi ils montèrent à l'étage où les attendaient près de 100 £, une chope en argent, d'autres plats et toutes sortes de biens ménagers. Par la suite, ils descendirent dans la cave où ils vidèrent plusieurs bouteilles de bière et de vin, firent griller de la viande, mangèrent des restes de veau, etc. Pendant ce temps-là, deux membres de la bande  allèrent visiter la ferme de M. Turkles qui loue à la veuve une extrémité de sa maison. Ils lui dérobèrent plus de 20 £ avant de déguerpir tous, emportant avec eux deux chevaux pour transporter leur butin. Les chevaux furent retrouvés dans la matinée au milieu d'Old Street. Ils restèrent environ trois heures dans la maison. »

— Rapport paru dans le Read's Weekly Journal (8 février 1735).

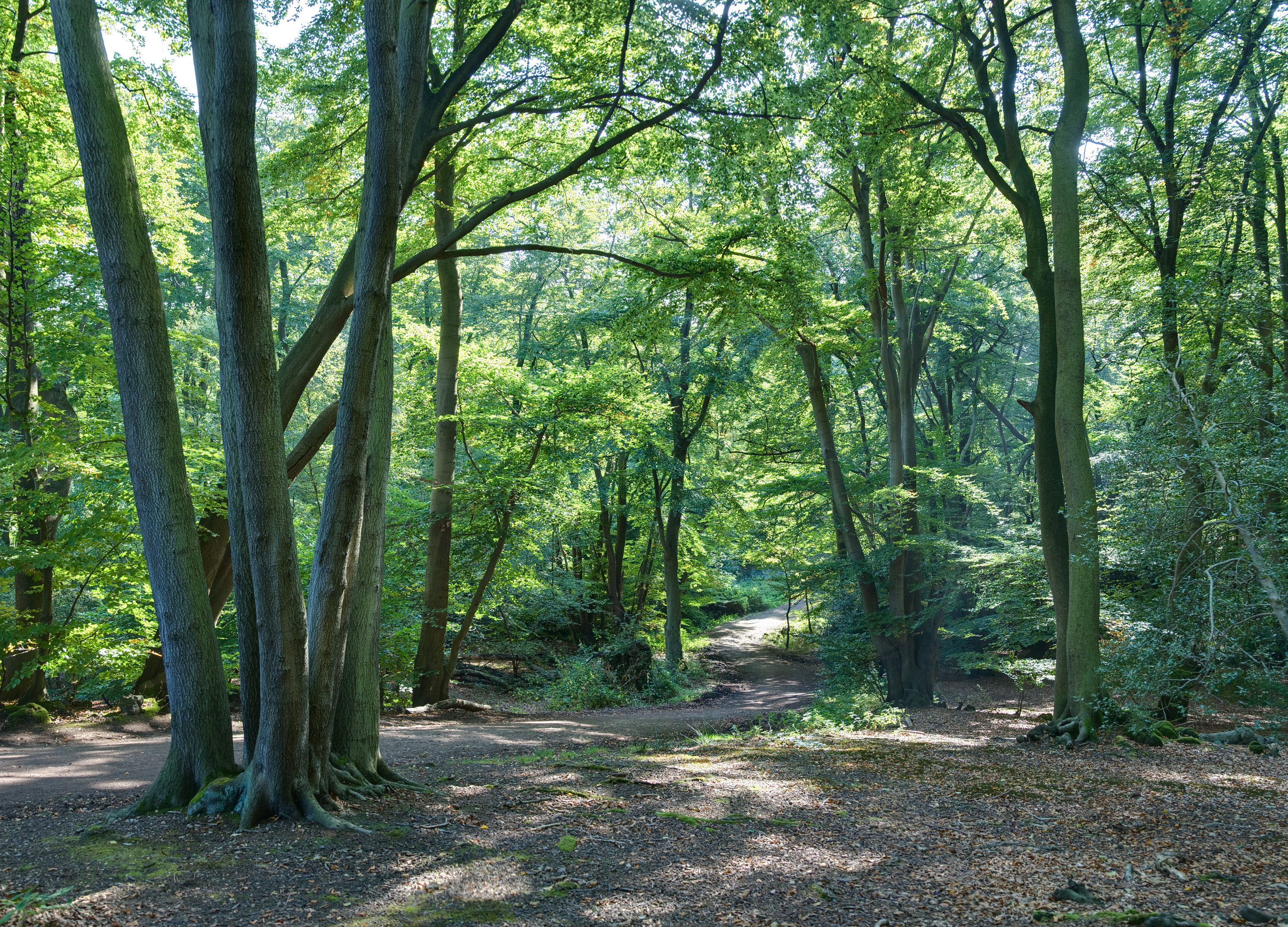
Epping Forest, l'un des lieux de prédilection de la bande de l'Essex.

La bande vit en dehors mais aussi à l'intérieur de Londres. Turpin reste quelque temps à Whitechapel avant de partir pour Millbank. Le 4 février 1735, il fait la rencontre de John Fielder, Samuel Gregory, Joseph Rose et John Wheeler dans une auberge sur Broadway à Londres. Ils y planifient un cambriolage chez Joseph Lawrence, un exploitant de la ferme Earlsbury à Edgware. En fin d'après-midi, après s'être arrêtés en chemin à deux reprises pour boire et manger, les bandits capturent un jeune berger avant de faire irruption, armés de pistolets, chez Lawrence. Ils ligotent les deux servantes et s'en prennent violemment au vieux fermier de soixante-dix ans. Ils lui baissent la culotte au niveau des chevilles et le traînent dehors tout autour de la maison mais Lawrence refuse de révéler où il cache ses économies. Turpin s'acharne à coups de crosses sur le fessier nu et meurtri de Lawrence tandis que d'autres membres de la bande le frappent au visage avec leurs armes. Ils versent ensuite le contenu d'une bouilloire sur sa tête, le forcent à s'asseoir fesses nues sur le feu et le traînent autour de la maison par le nez et les cheveux. Gregory emmène avec lui une des servantes à l'étage et la viole. La bande prend ensuite la fuite, emportant moins de 30 £ en guise de butin.
Trois jours plus tard, en compagnie des mêmes hommes, de William Saunders et de Humphrey Walker, Turpin cambriole avec violence une ferme à Marylebone. L'attaque rapporte à la bande moins de 90 £. Le jour suivant, le Duc de Newcastle offre une récompense de 50 £ en échange d'informations pouvant conduire à la condamnation des « divers individus » impliqués dans les deux vols perpétrés à Woodford ainsi que dans ceux de la veuve Shelley et du révérend Dyde. Le 11 février, Fielder, Saunders et Wheeler sont appréhendés.
Il existe cependant deux récits de leur capture. Dans le premier, le propriétaire d'une brasserie à Edgware affirme qu'avant d'aller cambrioler la ferme de Lawrence, la bande s'est arrêtée dans son établissement, et que le 11 février, alors qu'il est en déplacement, son attention est attirée par un groupe de chevaux devant une brasserie de Bloomsbury. Il reconnaît ces chevaux comme étant ceux montés par le même groupe d'hommes qui, avant l'attaque subie par Lawrence, se sont arrêtés dans sa brasserie. Il fait alors appel à l'agent paroissial. Le second récit affirme que deux membres de la bande sont repérés par un des domestiques de Joseph Lawrence. L'arrestation est toutefois connue : les trois hommes, qui sont alors en train de boire en compagnie d'une femme (peut-être Mary Brazier), sont immédiatement arrêtés et conduits en prison. N'ayant peut-être pas alors plus de 15 ans, Wheeler ne tarde pas à trahir ses complices et des portraits de ces derniers circulent dans la presse avant même qu'ils ne soient capturés. Dans les pages du journal londonien, le London Gazette, Turpin est ainsi décrit :

« Richard Turpin, boucher de profession, est un homme au teint pâle de grande taille, particulièrement marqué par la variole, âgé d'environ vingt-six ans, mesurant environ un mètre soixante-quinze, a vécu à Whitechapel il y a quelque temps et a logé dernièrement dans les environs de Milbank et de Westminster, porte une veste bleu terne et une perruque naturelle. »

— Numéro du 22 février 1734 du London Gazette.

#### Fin de la bande de l'Essex

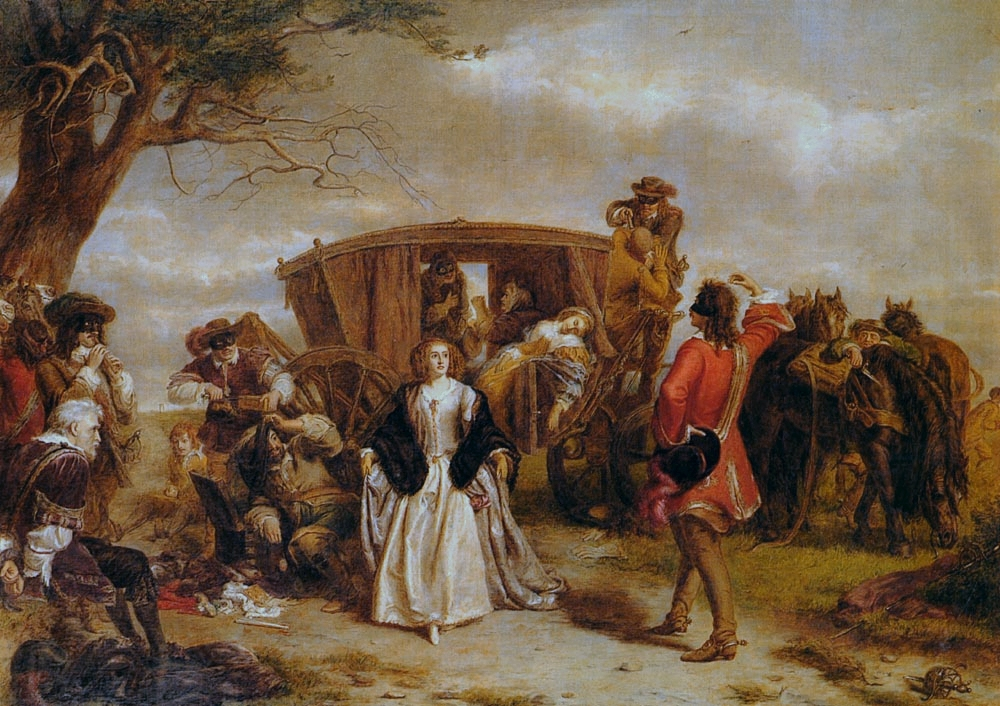
Le tableau Claude Duval, peint en 1860 par William Powell Frith, donne une image romantique du banditisme de grand chemin.

Après les aveux de Wheeler, les autres membres de la bande s'enfuient de leurs repaires habituels. Gregory et les autres sont informés par Turpin de l'arrestation de Wheeler, qui quitte ensuite Westminster. Le 15 février 1735, alors que Wheeler fait ses aveux, « trois des quatre hommes » (probablement Samuel Gregory, Herbert Haines, Turpin, et Thomas Rowden) cambriolent la maison de Madame St John, à Chingford. Le jour suivant, Turpin quitte le groupe avec Gregory et Haines, et regagne Hempstead pour voir sa famille. Il est possible que Gregory et Haines soient partis à la recherche de Turpin, puisqu'ils s'arrêtent dans une auberge à Debden pour y passer la nuit, le 17 février. Un homme nommé Palmer les reconnaît et appelle les autorités de la paroisse. Pendant l'altercation, les deux voleurs prennent la fuite. Ils rejoignent Turpin, et voyagent peut-être vers Gravesend au même moment que Jones et Rowden avant de retourner à Woodford. Une autre affaire de vol a été déclarée fin février (probablement menée par Gregory et ses hommes), mais, sans issue de secours et recherchés par les autorités, les derniers membres de la bande font profil bas et se cachent dans la forêt d'Epping.
Six jours après l'arrestation de Fielder, Saunders et Wheeler, au moment où Turpin et ses complices rentrent de Gravesend, Rose, Brazier et Walker sont capturés chez un vendeur de matériel à Westminster. Fielder, Rose, Saunders et Walker sont alors jugés dans le Middlesex entre le 26 février et le 1er mars 1735. Turpin et Gregory sont eux aussi inculpés pour cambriolage,. Walker meurt alors qu'il est incarcéré à Newgate, mais les trois autres membres sont pendus à Tyburn le 10 mars, puis on laisse leurs corps pourrir, accrochés à des gibets sur Edgware Road. Le corps de Walker est quant à lui pendu enchaîné. Deux jours avant la pendaison, le signalement de « quatre hommes dangereux » chassés d'une auberge à East Sheen, paraît dans le journal local, décrivant probablement Gregory et ses hommes, mais les autres membres de la bande ne sont pas signalés avant le 30 mars, date à laquelle trois d'entre eux tentent sans succès de dérober un cheval au serviteur du comte de Suffolk.
Turpin et quatre membres de la bande sont présents lors d'un autre pillage, signalé de 8 mars. Jasper Gregory est capturé et exécuté fin mars. Ses frères sont arrêtés le 9 avril à Rake, dans le Sussex de l'Ouest, après un combat durant lequel Samuel se fait trancher le bout du nez et Jeremy prend une balle dans la jambe. Il meurt dans la prison de Winchester alors que Samuel est jugé en mai, et exécuté le 4 juin. Son corps est enlevé pour être rependu, enchaîné, aux côtés de ses complices sur Edgware Road. Brazier est quant à elle déportée dans les Treize colonies, futurs États de la côte est des États-Unis d'Amérique. Herbert Haines est arrêté le 13 avril et exécuté en août. John Wheeler, qui est utilisé pour faire accuser ses collègues dans différentes affaires, est, pour sa part, libéré et meurt en janvier 1738 à Hackney. La cause de sa mort est inconnue mais il est fort possible qu'il s'agisse d'une mort naturelle.

### Le bandit de grand chemin

#### Débuts de la légende criminelle
Après la dissolution de la bande de l'Essex par les autorités, Turpin se tourne vers le crime qui fait sa renommée : le banditisme de grand chemin. Il se peut qu'il ait été impliqué dans ce type d’activité auparavant, les 10 et 12 avril. Il n'est, néanmoins, identifié comme tel qu'à partir d'un forfait commis le 10 juillet sous le nom de « Turpin le boucher », réalisé en compagnie de Thomas Rowden, « le collectionneur d'étain ». Quelques jours après, les deux comparses frappent à la forêt d'Epping, et dépossèdent un homme de Southwark de tous ses biens. Avec une mise à prix supplémentaire de 100 £ sur leurs têtes, ils poursuivent leurs activités jusqu'à la fin de l'année 1735. En août, ils volent cinq personnes voyageant en voiture sur Barnes Common, puis ils attaquent peu après les passagers d'une autre voiture entre Putney et Kingston Vale. Le 20 août, les deux compères soulagent un certain M. Godfrey de 6 guinées et de son portefeuille, sur Hounslow Heath. Craignant d'être arrêtés, ils prennent la direction de Blackheath dans le Hertfordshire et retournent ensuite à Londres. Le 5 décembre, les deux bandits sont aperçus près de Winchester, avant qu’ils ne se séparent fin décembre, après la capture de John Jones. Rowden a déjà été condamné pour contrefaçon d'argent auparavant, et en juillet 1736, il est condamné pour trafic de fausses pièces de monnaie sous le pseudonyme de « Daniel Crispe ». La véritable identité de Crispe est finalement rétablie et il est exilé en juin 1738. Jones est quant à lui condamné aux travaux forcés dans les Treize Colonies.

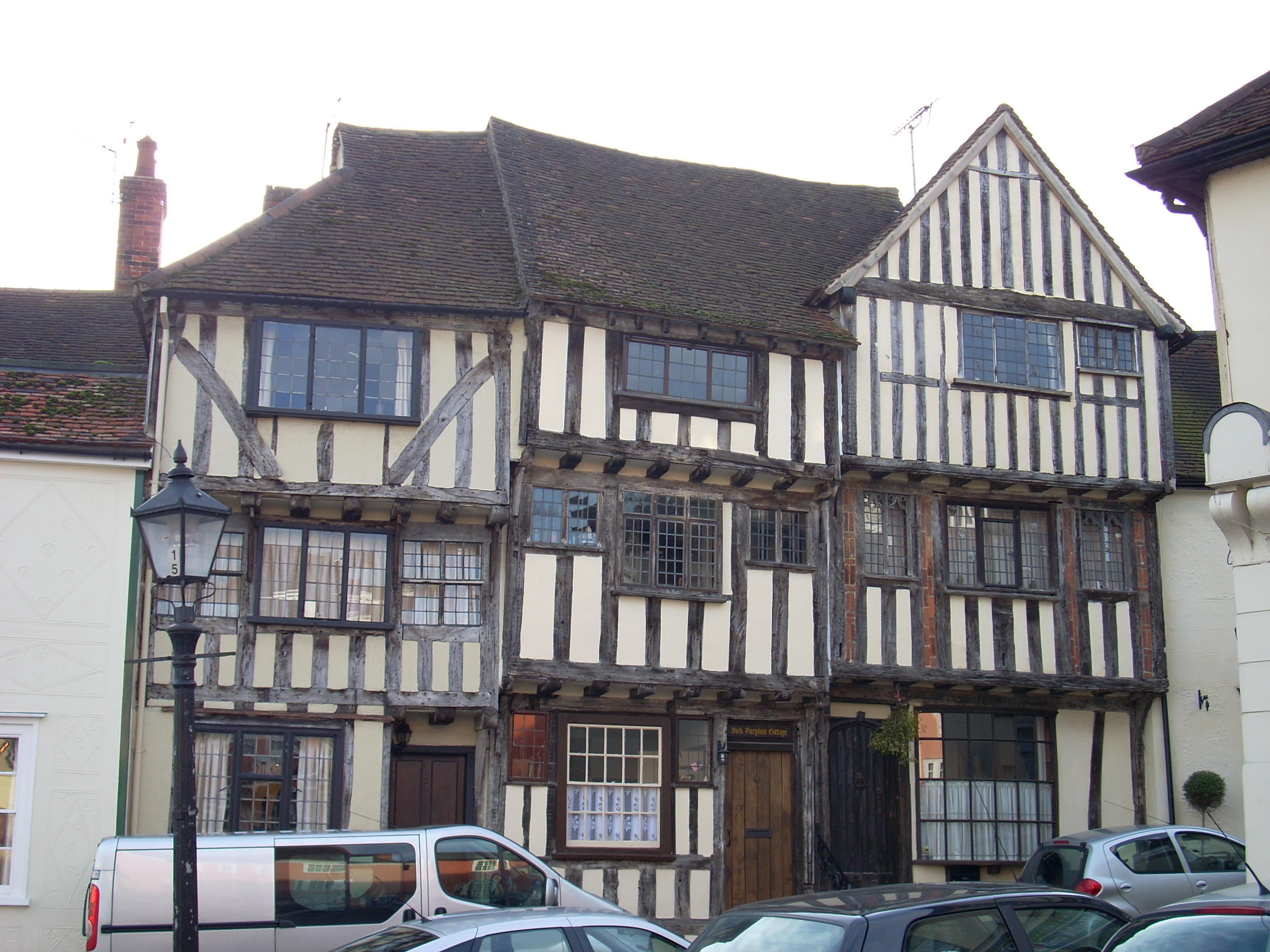
La demeure de Dick Turpin à Thaxted, dans l'Essex.

Il existe peu d'informations concernant les faits et gestes de Turpin pendant l'année 1736. Il se peut qu'il soit allé en Hollande, où plusieurs personnes l'auraient aperçu, mais il se peut aussi qu'il ait adopté un pseudonyme et qu'il ait disparu aux yeux de tous. En février 1737, il passe la nuit à Puckeridge avec sa femme, leur domestique et un homme appelé Robert Nott. Turpin organise la rencontre en écrivant une lettre, qui est cependant interceptée par les autorités. Alors que Turpin fait faux bond à ses ennemis, en s'échappant vers Cambridge, les autres comparses sont arrêtés parce qu’ils sont « fortement suspectés d'être de dangereux malfaiteurs et de vols sur les grands chemins ». Ils sont conduits à la prison d'Hertford, même si les femmes sont ensuite acquittées et que Nott est libéré aux assises suivantes.
Bien qu'un rapport, fin mars, suggère que Turpin aurait détroussé à lui seul un groupe de marchands ambulants, il est également rapporté que pendant ce même mois il travaille avec deux autres bandits de grand chemin, Matthew King (que l'on identifie à tort comme étant Tom King) et Stephen Potter. Le trio commet une série de vols entre mars et avril 1737 et qui se termine par un incident à Whitechapel après que King (ou Turpin, selon le rapport) a volé un cheval près de la forêt de Waltham. Son propriétaire, Joseph Major, raconte le vol à Richard Bayes, le tenancier du pub nommé The Green Man, à Leytonstone. Bayes, qui écrit ensuite une biographie de Turpin, suit la trace du cheval jusqu'au Red Lion à WhiteChapel. Major reconnaît l'animal, mais comme il se fait tard et que les chevaux n'ont pas encore été récupérés par leurs propriétaires, ils décident de se cacher et d'attendre. John King (le frère de Matthew King) arrive tard dans la nuit et est rapidement appréhendé par la délégation à la tête de laquelle se tient le chef de la police locale. John King avoue que son frère, qui attend non loin de là, officie dans les environs,. Lors de la mêlée qui s'ensuit, King est blessé par balle, et meurt le 19 mai. Potter est arrêté quelque temps plus tard, puis relâché à l'issue de son procès, faute de preuves.

#### Le meurtrier
La déclaration de Bayes concernant la mort de Matthew King est probablement fortement embellie. Plusieurs rapports, dont celui de Turpin lui-même, offrent en effet des versions différentes de ce qu'il se passe véritablement cette nuit de mai 1737. Les premiers rapports racontent que Turpin a tué King. Cependant, le même mois, le journal qui a auparavant rapporté ce fait se rétracte et déclare que Bayes est l'auteur du coup de feu fatal. L'assassinat de King précède cependant un événement qui change complètement la vie de Turpin. Ce dernier s'échappe d'une cachette à Epping Forest, où Thomas Morris, le servant de l'un des Conservateurs locaux, le voit. Le 4 mai, lorsque Morris, armé de pistolets, tente de le capturer, Turpin lui tire dessus avec une carabine et le tue. Le meurtre est rapporté dans le Gentlemen's Magazine :

« Ayant été rapporté au Roi, que Richard Turpin, le mercredi 4 mai, a commis le meurtre barbare de Thomas Morris, servant d'Henry Tomson, l'un des Conservateurs d'Epping-Forest, ainsi que d'autres crimes et vols célèbres près de Londres, sa Majesté est heureuse de promettre son plus gracieux pardon à n'importe lequel de ses complices, et une récompense de 200 £ à quiconque le trouvera, de manière qu'il soit arrêté et condamné. Turpin est né à Thacksed dans l'Essex, la trentaine, boucher de métier, environ un mètre soixante-quinze, le teint mat, très marqué par la variole, des pommettes prononcées, un visage qui s'amincit vers le bas, des traits courts, plutôt droits et larges au niveau des épaules. »

— The Gentleman's Magazine (juin 1737)

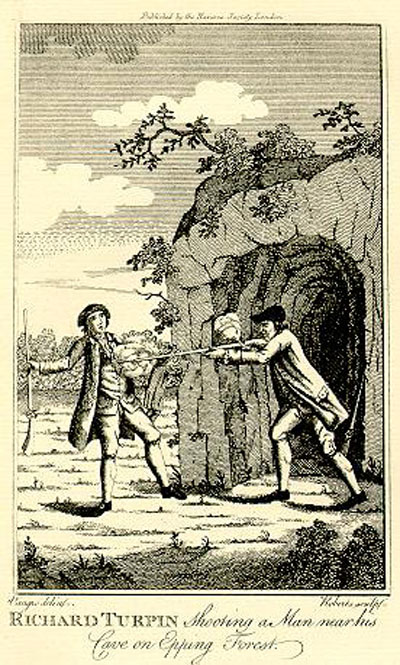
Gravure racontant le Meurtre de Thomas Morris à Epping-Forest.

Selon plusieurs journaux, les 6 et 7 mai, il commet plusieurs vols près d'Epping. Il est possible que Turpin ait aussi perdu sa monture. Le 7 mai Elizabeth King tente de mettre en sécurité deux chevaux laissés par Matthew King à une auberge appelée le Red Lion. Des commentateurs suspectent que les chevaux appartiennent à des hommes de grand chemin et que King est arrêté afin d'être interrogé, mais est libéré plus tard faute de charges. Le meurtre de Morris déchaîne les passions au sujet de Turpin et une récompense de 200 £ est proposée pour sa capture.

#### Sous le nom de John Palmer
Vers juin 1737, Turpin s'enregistre à l'auberge The Ferry Inn à Brough sous le pseudonyme de John Palmer (ou Parmen). Traversant la rivière Humber qui sépare les comtés historiques de East Riding of Yorkshire et Lincolnshire, il se fait passer pour un maquignon et partage régulièrement les parties de chasse des gentilshommes de la région. Le 2 octobre 1738, Turpin tue le coq de quelqu'un dans la rue. Alors qu'il se fait réprimander par John Robinson, il menace de le tuer lui aussi. Trois hommes de loi d’East Riding : George Crowle (membre du parlement du parti de Hull), Hugh Bethell et Marmaduke Constable se rendent à Brough et consignent par écrit les suites qu'ils donnent à l'incident. Ils le menacent de le placer en conditionnelle, mais Turpin refuse de payer la caution et est incarcéré à la maison de correction de Beverley. Turpin est escorté jusqu'à Beverley par le gardien de la paix de la paroisse, Carey Gill. Contre toute attente, il ne tente pas de s'échapper. Derek Barlow émet l'hypothèse qu'à ce stade de sa vie, Turpin s'apitoie sur son sort, déprimé de constater que sa vie entière n'a été qu'une succession d'échecs.
Robert Appleton, greffier pour le comté d'East Riding, homme dont le compte rendu détaille l'incident précédemment cité, rapporte plus tard que trois juges de paix enquêtent sur la fortune de Palmer, soupçonnant un train de vie fondé sur des activités criminelles. Turpin, lui, maintient qu'il est un boucher qui a fui ses dettes et sa maison de Long Sutton dans le Lincolnshire. Lorsqu'il est contacté, le juge de paix de Long Sutton, un certain M. Delamere, confirme que John Palmer a habité la région pendant neuf mois, mais a été soupçonné de vol de moutons et a échappé à la garde de l'agent de police local. Delamere soupçonne également Palmer d'être un voleur de chevaux et il fait plusieurs dépositions en ce sens, précisant aux trois juges de paix qu'il préfère voir Turpin écroué. Les trois magistrats jugent le cas trop sérieux pour laisser Palmer à la maison de correction de Beverley et demandent des garanties pour sa comparution aux assises d'York. Turpin refuse et c'est menotté qu'il est transféré au château d'York le 16 octobre.
Depuis 1545, le vol de chevaux est un crime majeur passible de la peine capitale. Au cours des XVIIe et XVIIIe siècles, les crimes pour violation du droit de propriété faisaient partie des crimes les plus sévèrement punis et la plupart des 200 crimes passibles de la peine capitale concernent le droit de propriété. Le vol avec violence est « le genre de crime pour lequel on risquait d'être inculpé et jugé avec la plus extrême sévérité, juste après le meurtre avec préméditation, un crime qui lui restait plutôt rare » note McKenzie. Certains spécialistes font remarquer que ce qui est alors appelé le Bloody Code (« Code sanglant ») accorde plus de valeur à la propriété qu'à la vie humaine. Pour autant, seul un petit nombre des personnes condamnées à la peine capitale est exécuté. Clémence et discrétion deviennent les maîtres mots du système judiciaire anglais, encourageant patronage et obéissance à la classe dirigeante.
C'est dans ce contexte légal que Turpin vole plusieurs chevaux sous le pseudonyme de Palmer. En juillet 1737 il dérobe un cheval à Pinchbeck dans le Lincolnshire et s'en sert pour aller rendre visite à son père à Hempstead. Il laisse la monture chez son père, volant trois autres chevaux sur le chemin du retour vers Brough. Tout le monde sait qu'il est le fils de John Turpin et le cheval est très vite identifié. C'est pourquoi, le 12 septembre 1738, John Turpin est envoyé en prison pour l'accusation de vol de chevaux, charges qui sont cependant abandonnées le 5 mars 1739, grâce à l'aide qu'il apporte pour prévenir une rébellion de prisonniers. Environ un mois après le transfert de Turpin, sous le nom de Palmer, au château d'York, Thomas Creasy, propriétaire des trois chevaux volés, réussit à suivre leurs traces et à les récupérer. C'est pour ces derniers vols que Turpin est finalement jugé.

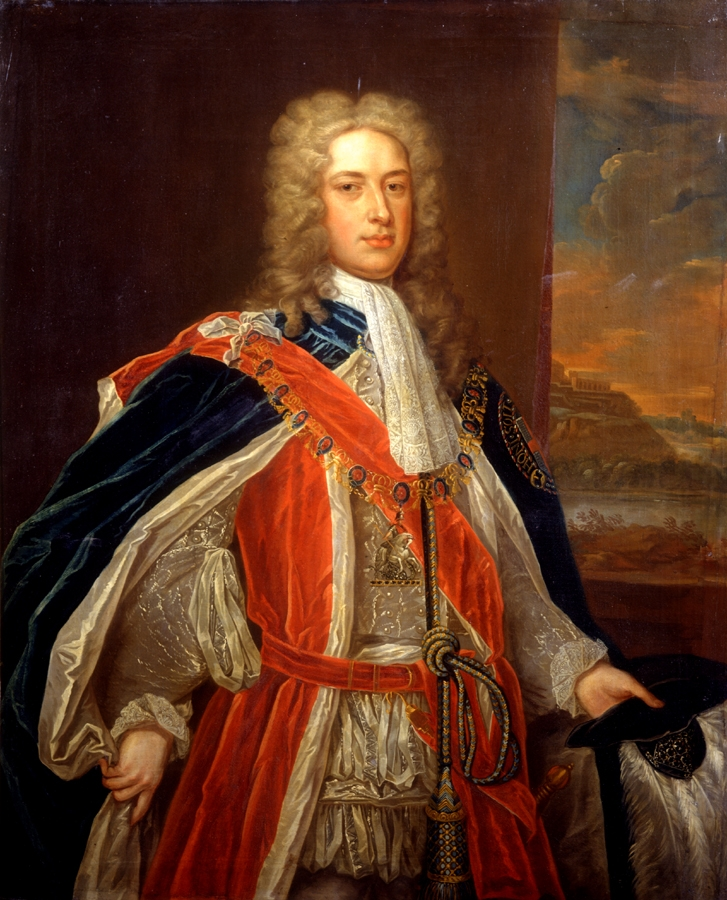
Thomas Pelham-Holles, premier Duc de Newcastle et qui a fait pression pour que Turpin soit jugé à Londres.

De sa cellule, Turpin écrit à son beau-frère, Pompr Rivernall, qui habite lui aussi à Hempstead. Rivernall est marié à Dorothée, la sœur de Turpin. La lettre est gardée au bureau de poste local. Voyant le cachet d'York, Rivernall refuse de payer les frais de postage, affirmant « qu'il n'avait aucun correspondant à York ». Que Rivernall n'ait pas voulu payer les frais de postage, ou qu'il préférât prendre de la distance avec les affaires de Turpin, nul ne le sait, toujours est-il que la lettre est transférée au bureau de poste de Saffron Walden où James Smith, qui a appris à écrire à Turpin à l'école, reconnaît l'écriture du bandit. Il avertit le juge de paix Thomas Stubbing qui paye les frais et ouvre la lettre. Le 23 février, Smith se rend au château d'York et identifie Palmer comme étant en réalité Dick Turpin. Il reçoit pour cela les 200 £ de la récompense (l'équivalent de 27 000 £ en 2010) offerte par le Duc de Newcastle et initialement prévue pour le meurtre de Thomas Morris.

### Dernières années
« Plusieurs personnes se dirigent vers lui pour le voir et lui donnent tous de l’argent. Il semble certain que personne ne veut lui nuire. »

#### Le procès
En dépit de quelques hésitations quant à l'endroit où le procès doit se tenir, le Duc de Newcastle exige que ce soit à Londres. Turpin est donc jugé par les assises de York. Les procédures commencent le 22 mars, trois jours après l'ouverture des assises d'été. Il est reconnu coupable du vol des chevaux de Creasy, à savoir : une jument d'une valeur de trois livres sterling, d’un poulain d’environ 20 shillings et d’un hongre de trois livres sterling. L’acte d’accusation précise que les infractions ont été commises le 1er mars 1739 à Welton et désigne Turpin comme étant « John Palmer alias Pawmer alias Richard Turpin », dernier survivant du château d'York. Il devient donc un « labourer », terme fourre-tout désignant les hommes accusés d'un crime. D'un point de vue technique les charges ne peuvent être retenues car la date et le lieu sont faux ; les séances ont cependant eu lieu à Heckington en août 1738.
La séance est présidée par William Chapple, un juge expérimenté et respecté, âgé d'une soixantaine d'années. Le conseiller du roi Thomas Place et Richard Crowle, le frère de George, mènent l’accusation qui est enregistrée par Thomas Kyll, un résident de York. Turpin n’a pas d’avocat puisqu'à cette époque en Angleterre, les accusés n’ont pas le droit d'être légalement représentés. Il incombe au juge de tenir compte de leurs intérêts. Parmi les sept témoins à charge, il y a Thomas Creasy et James Smith, l’homme qui a reconnu l’écriture de Turpin.
Turpin ne pose pas de questions à ses accusateurs et, lorsqu’on lui demande s’il a une question à poser à Creasy, il répond : « Je ne peux rien dire car aucun de mes témoins n’est présent, je vous demande donc, votre Honneur, d’ajourner mon procès jusqu’à une date ultérieure. » Et, quand c'est au tour de Smith, il jure ne point le connaître. Lorsqu'il est interrogé, Turpin déclare avoir acheté la jument et le poulain à un aubergiste près de Heckington. Il répète la même histoire pour justifier son utilisation du pseudonyme Palmer, prétendant que c'est le nom de jeune fille de sa mère. Lorsque le juge lui demande quel est son nom avant son arrivée en Lincolnshire, il répond : « Turpin ». Avant de quitter la salle d'audience, le jury le reconnaît coupable des vols dont il est accusé.
Avant de prononcer sa condamnation, le juge demande à Turpin s’il y a une raison pour laquelle il ne devrait pas être condamné à mort. Turpin répond : « tout cela est très difficile pour moi car je n'ai pas pu préparer ma défense. » Le juge lui répond : « Pourquoi n’y étiez vous pas préparé ? Vous saviez comme tous ici quand les assises se tiennent ». Turpin explique qu'on lui a dit que le procès aurait lieu en Essex. « C’est à tort qu’une telle information vous a été communiquée et son auteur est à blâmer. Votre pays vous ayant reconnu coupable d’un crime passible de peine de mort, il est de mon devoir de prononcer cette sentence à votre encontre » rétorque le juge, le condamnant ainsi à mort.

#### L'exécution
Des visiteurs rendent visite à Turpin avant son exécution (le geôlier est connu pour avoir vendu 100 £ d'alcool à Turpin et à ses visiteurs), bien qu'il refuse l'aide d'un homme de foi qui lui donne de « sérieuses remontrances et avertissements ». John Turpin expédie apparemment une lettre à son fils, datée du 29 mai, le suppliant de « demander pardon à Dieu pour ses nombreux péchés, ce que le voleur sur la croix reçut pour sa dernière heure ».

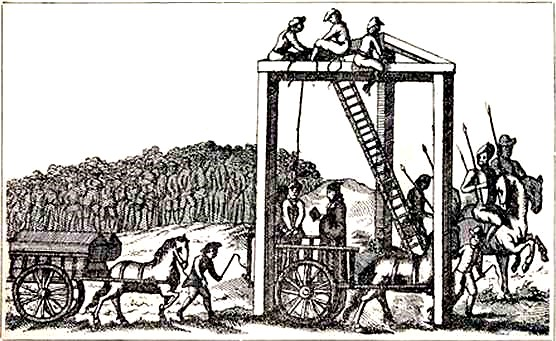
Ce gibet de potence, à Tyburn est comparable à celui utilisé à York pour exécuter la sentence à l'encontre de Dick Turpin.

Turpin achète une nouvelle redingote et des chaussures neuves et, la veille de son exécution, il paye cinq pleureuses pour trois livres et dix shillings, à partager entre elles. Le samedi 7 avril 1739, suivi de ses pleureuses, Turpin et John Stead, un voleur de chevaux, sont emmenés dans une carriole ouverte de York à Knavesmire (en), une ville qui possède l'équivalent du gibet de Tyburn près de Londres. Turpin « montra beaucoup d'assurance » et « salua les passants quand il passa devant eux ». Il monte l'échelle sur la potence et parle à son bourreau, également repris de justice. York n'a pas de bourreau attitré et il est à cette époque de coutume de faire tenir ce rôle à un prisonnier en échange d'une remise de peine. L'homme qui exécute Turpin est lui aussi un bandit de grand chemin, Thomas Hadfield. Un rapport dans le Gentlemen's Magazine du 7 avril 1739 fait état de l'assurance de Turpin, qui « était imperturbable ; tandis qu'il montait sur l'échelle, sentant sa jambe droite trembler, il dit quelques mots à l'homme se trouvant au sommet, se jeta tout seul et mourut en cinq minutes ».

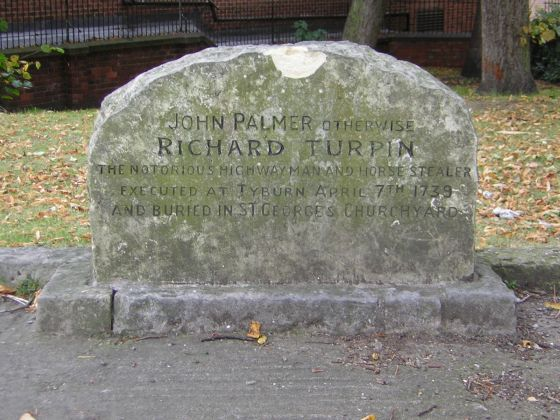
La pierre tombale qui marque l'emplacement de la tombe de Turpin à, près de York.

La méthode de pendaison, sans chute, provoquait la mort par strangulation lente. Ainsi, Turpin est laissé pendu jusqu'à la fin de l'après-midi avant d'être récupéré et amené à une taverne de Castlegate (en). Le matin suivant, son corps est enterré au cimetière de l'église Saint-George à Fishergate, à l'opposé de ce qui est actuellement l'église catholique romaine de Saint-George.
Le mardi suivant l'enterrement, il est rapporté que le corps a été dérobé par des voleurs de cadavres. Le vol de cadavres, dans le cadre de la recherche médicale, est à cette époque une chose assez commune et probablement tolérée par les autorités de York. En revanche, pour le public, cette pratique est peu appréciée et les voleurs de cadavres, ainsi que le corps de Turpin, sont rapidement retrouvés par un groupe de personnes. Le corps est donc enterré à nouveau, avec cette fois de la chaux vive. Le corps de Turpin est supposé reposer dans le cimetière de Saint-George (en), bien que des doutes persistent quant à l'authenticité de la tombe.

## Perception contemporaine

### L’ouvrage de Richard Bayes
Une partie de la légende entourant Dick Turpin provient directement de l’ouvrage de Richard Bayes The Genuine History of the Life of Dick Turpin (1739), un mélange de fiction et de réalité assemblé à la hâte, à la suite du procès et dont l’objectif est de plaire à un public crédule. Les discours de condamnés, les biographies de criminels ainsi que la littérature judiciaire sont à cette époque des genres populaires durant la période allant de la fin XVIIe siècle au début du XVIIIe siècle. Destinés à un large public et précurseurs du roman moderne, ces écrits sont « produits à une échelle telle qu'on n'a pu trouver de comparaison ni dans une période antérieure, ni même depuis ». Ce genre de littérature a la même vocation que les rubriques d’actualités ; il est donc « une tribune dans laquelle les angoisses se rattachant au crime, à la punition, au péché, au salut, aux rouages de la Providence, ainsi qu'à la transgression morale et sociale, pouvaient être extériorisées et transcendées. »
Les écrits de Bayes contiennent cependant des éléments non-avérés. Par exemple, le fait que Turpin se soit marié à une certaine Miss Palmer (et non Elizabeth Millington) est très probablement inventé. Par ailleurs, l’exactitude de la date de mariage de Turpin, attestée par aucun document, est fondée uniquement sur le récit de Bayes, qui affirme qu’en 1739 Turpin est marié depuis déjà 11 ou 12 ans. De même, lorsqu’il établit une liste des personnes présentes durant les vols perpétrés par le Gang de l’Essex, elle contient nombre de noms qui ne sont jamais apparus dans les rapports de presse contemporains de la vie de Turpin. Cela conduit à penser, d’après Derek Barlow, que Bayes a embelli l’histoire. La relation, décrite par Bayes, entre Turpin et « King the Highwayman » (« King le bandit de grand chemin ») est presque certainement fantaisiste. Turpin a peut-être connu Matthew King dès 1734, et cette femme a été associée à lui de manière active dès 1737. Cependant l’histoire du « Gentleman Highwayman » a peut-être été créée dans l’unique but de faire correspondre la fin de l’existence du Gang de l’Essex avec les souvenirs de l’auteur. De plus, Barlow considère que le récit du vol du cadavre de Turpin, ajouté à la publication de Thomas Kyll en 1739, est « traité avec une telle délicatesse qu’il tend presque vers la vénération » ; le récit serait donc d'origine douteuse.
Il n’existe aucun portrait contemporain de Turpin qui, figure notoire sans être remarquable, n’a pas été considéré comme suffisamment important pour mériter d’être immortalisé. Cependant, il est possible qu’un personnage se trouvant dans une gravure de l’ouvrage de 1739 de Bayes, représentant un homme se cachant dans une grotte, puisse être Dick Turpin. La description la plus précise qui existe de Dick Turpin est celle donnée par John Wheeler, qui décrit un « homme au teint frais, au visage très marqué par la variole, d'une taille d'environ 1,75 m (...) vêtu d'un manteau gris-bleu et portant une perruque de couleur claire. » Un portrait-robot électronique de Turpin, créé grâce à de telles descriptions, a été rendu public par le Castle Museum de York en 2009.

### La légende
« La témérité était le principal trait de caractère de Turpin. À l’instar du grand Amiral Nelson, il ne connaissait la peur que de nom. Par conséquent, confiant en ses propres possibilités, il ne doutait pas de l'issue des évènements lorsqu’il remettait son destin aux mains d’inconnus (...) 

Turpin était l’« Ultimus Romanorum », l’ultime survivant d’une race (dont nous n'oserions pas dire que nous la regrettons) désormais éteinte. Il est vrai que d’aucuns prirent sa suite, mais personne n'est passé à la postérité tel qu'il l'a fait. Avec sa disparition s'est éteint l'esprit chevaleresque que nombre de bandits de grand chemin portaient en eux; avec lui a disparu cet amour passionné pour l'initiative, ce grand esprit de dévouement pour le beau sexe, qui avait tout d'abord été incarné par le joyeux et galant Claude Duval, le Bayard des chemins (« le filou sans peur et sans reproche ») mais qui fut finalement annihilé par le cordon qui liait l'héroïque Turpin à son impitoyable destinée. »
Turpin est principalement connu pour ses exploits en tant que bandit de grand chemin. Mais avant son exécution, le seul rapport contemporain dont on puisse disposer de lui est daté de 1737, lorsqu'un grand journal titre : « News news: great and wonderful news from London in an uproar or a hue and cry after the Great Turpin, with his escape into Ireland » (« Formidables nouvelles de Londres où le Grand Turpin, évadé vers l'Irlande, se fait à la fois acclamer et vilipender »). Bien que certains de ses contemporains soient devenus des vedettes des chapbooks, ouvrage de poche en vogue au Royaume-Uni du XVIe et XIXe siècles, des noms tels que James Hind, Claude Duval, et William Nevison, n’ont pas la même renommée de nos jours que la légende de Dick Turpin, bandit dont les exploits romancés ont commencé à apparaître au début du XIXe siècle.
À cette époque, le récit d'une épopée légendaire entre Londres et York a poussé l'auteur anglais William Harrison Ainsworth à inclure l’exploit et à l’embellir dans son roman Rookwood publié en 1834. Dans ce roman, Turpin est au cœur de l’intrigue et est décrit d’une manière qui le rend plus vivant que les autres personnages du livre. Il est d'abord présenté sous le pseudonyme de Palmer et est ensuite contraint de prendre la fuite sur sa jument, Black Bess. Bien que cette dernière soit plus rapide que ses poursuivants, elle succombe, terrassée par l’effort. Cette scène a davantage séduit les lecteurs que le reste du livre. Comme Turpin y est décrit comme un personnage agréable, rendant attirante la vie de criminel, l'histoire s'est ajoutée à la légende moderne entourant Turpin. L'artiste Edward Hull a tiré profit de l'histoire d'Ainsworth en produisant six illustrations représentant des évènements significatifs de la vie de Turpin.

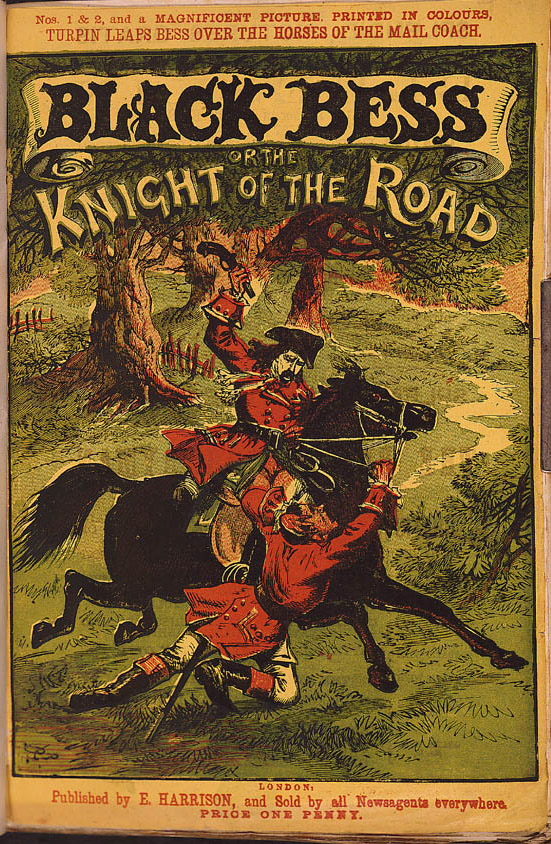
Couverture d’un livre, titré Black Bess ou le bandit de grand chemin.

Le récit d'Ainsworth narrant l'équipée nocturne de Turpin de Londres à York, chevauchant sa jument Black Bess, trouve sa source dans l'œuvre de Daniel Defoe, de 1727 et intitulée A Tour Thro' The Whole Island Of Great Britain. Après avoir commis un vol dans le Kent en 1676, William Nevison serait parti pour le York de manière à se constituer un alibi et la version de Defoe de cette aventure est entrée dans la légende populaire. Dès 1808, un voyage similaire a été prêté à Turpin, récit qui sera d’ailleurs transposé sur les planches en 1819, mais la prouesse telle qu'imaginée par Ainsworth (environ 300 km parcourus en moins d'une journée) est impossible. Néanmoins, Ainsworth a réitéré ses allusions à cette légende dans des œuvres telles que Black Bess or The Knight Of The Road, un roman populaire en 254 parties publié en 1867 et 1868. Dans ces contes, Turpin est un héros accompagné de ses fidèles acolytes : Claude Duval, Tom King, et Jack Rann. Ils ont transformé Turpin, d’un voyou et meurtrier au visage marqué par la variole, en « un justicier des chemins [et] protecteur des faibles » et ces récits sont dans la droite lignée de la tradition populaire britannique, qui accuse la propension à romancer les personnages de meurtriers. Cette inclination est présente dans les ballades représentant Turpin, dont la première, intitulée Dick Turpin, aurait été publiée en 1737. Les ballades suivantes ont représenté Turpin en Robin des Bois du XVIIIe siècle : « Turpin was caught and his trial was passed, and for a game cock he died at last. Five hundred pounds he gave so free, all to Jack Ketch as a small legacy » (« Turpin fut arrêté, son procès expédié, à cause du vol d’un coq de combat a-t-il finalement trépassé. De sa bourse cinq cents livres furent tout ce qui restait, Jack Ketch en hériterait »).
Des histoires sur Turpin ont continué à être publiées au XXe siècle, et la légende a été adaptée au théâtre. En 1845, l'auteur de théâtre George Didbin Pitt a reconstitué les faits les plus importants de l’existence de Turpin, et, en 1846, Marie Tussaud a ajouté une statue de cire de Turpin dans sa collection du célèbre musée. En 1906, l’acteur Fred Ginnett a écrit le scénario de Dick Turpin’s Last Ride to York, film dans lequel il a également joué. D'autres versions muettes sont apparues sur grand écran, et certaines de ces adaptations ont même calqué Turpin sur le personnage de Robin des Bois. Sid James a incarné Turpin dans un des films de la série Carry On en 1977, intitulé Carry On Dick, et la compagnie LWT a choisi Richard O'Sullivan pour jouer Turpin dans leur série éponyme, Dick le rebelle.
Dans le quartier londonien de Feltham, près de la station de métro Hatton Cross et sur le bord de l'aéroport de Heathrow, se trouve une rue nommée Dick Turpin Way, à cause d'une croyance locale que Turpin s'embusquait sur Hounslow Heath proche.